# نيلز هنريك أرندت
نيلز هنريك أرندت (بالدنماركية: Niels Henrik Arendt)‏ هو عالم عقيدة دنماركي، ولد في 23 سبتمبر 1950 في كوبنهاغن في الدنمارك، وتوفي في 24 أغسطس 2015.